# (2034) Bernoulli
(2034) Bernoulli (1973 EE) – planetoida z grupy pasa głównego asteroid okrążająca Słońce w ciągu 3,37 lat w średniej odległości 2,25 au. Odkryta 5 marca 1973 roku.